# Shetland Islands Broadcasting Company
Shetland Islands Broadcasting Company ou SIBC est une radio locale situé à Lerwick dans l'archipel des Shetland. La station a commencé à émettre en 1987.